# Philip Stockton
Philip B. „Phil“ Stockton ist ein vielfach ausgezeichneter Tontechniker, der seit Beginn seiner Karriere Mitte der 1970er-Jahre an rund 140 Film- und Fernsehproduktionen beteiligt war.

## Leben
Stockton wurde 2012 für seine Arbeit bei Hugo Cabret zusammen mit Eugene Gearty mit dem Oscar in der Kategorie Bester Tonschnitt ausgezeichnet. Dieser Film brachte Stockton und Gearty zusammen mit Tom Fleischman und John Midgley auch einen British Academy Film Award in der Kategorie Bester Ton ein. 2013 wurden er und Gearty für ihre Arbeit bei Life of Pi: Schiffbruch mit Tiger für einen weiteren Oscar und (zusammen mit Drew Kunin und Ron Bartlett) für einen weiteren British Academy Film Award nominiert und gewannen gemeinsam mit Kenton Jakub einen Golden Reel Award der Motion-Picture-Sound-Editors-Gesellschaft. Stockton ist zudem Träger eines Emmys für seine Arbeit bei Boardwalk Empire sowie drei weiterer Golden Reel Awards und wurde für drei weitere Emmys, zwei weitere British Academy Film Awards sowie vier weitere Golden Reel Awards nominiert.

## Filmografie
- 1976: Nagagutsu o haita neko: Hachijû nichikan sekai isshû
- 1978: Däumelinchen (Sekai Meisaku Douwa Oyayubi Hime) [Schnittbearbeitung der US-Fassung]
- 1981: Flucht aus gnadenloser Hölle (Nightmare)
- 1984: Silent Madness
- 1985: Die Hyänen (Savage Dawn)
- 1985: Mauern aus Glas (Walls of Glass)
- 1985: Der Equalizer (The Equalizer, Fernsehserie)
- 1986: American Playhouse (Fernsehserie)
- 1986: Kohlenstaub und Glitzerträume (Flight of the Spruce Goose)
- 1986–1988: Geschichten aus der Schattenwelt (Tales from the Darkside, Fernsehserie)
- 1987: Michael Jackson: Bad (Musikvideo)
- 1987: The Incredible Ida Early (Fernsehfilm)
- 1987: Matewan
- 1987: Swimming to Cambodia
- 1987: Arizona Junior (Raising Arizona)
- 1988: Die letzte Versuchung Christi (The Last Temptation of Christ)
- 1989: Penn & Teller Get Killed
- 1989: Do the Right Thing
- 1989: Forced March
- 1989: Pfui Teufel! – Daddy ist ein Kannibale (Parents)
- 1990: Made in Milan (Dokumentar-Kurzfilm)
- 1990: GoodFellas – Drei Jahrzehnte in der Mafia (Goodfellas)
- 1990: Mo’ Better Blues
- 1990: Miller’s Crossing
- 1990: The Local Stigmatic
- 1991: Kap der Angst (Cape Fear)
- 1991: Stadt der Hoffnung (City of Hope)
- 1991: Barton Fink
- 1991: Das Schweigen der Lämmer (The Silence of the Lambs)
- 1992: Passion Fish
- 1992: Zebrahead
- 1993: Ein Concierge zum Verlieben (For Love or Money)
- 1993: Zeit der Unschuld (The Age of Innocence)
- 1993: Sein Name ist Mad Dog (Mad Dog and Glory)
- 1994: Prêt-à-Porter
- 1994: Drop Squad
- 1994: Oleanna
- 1994: Vanya – 42. Straße (Vanya on 42nd Street)
- 1994: Das Geheimnis des Seehundbabys (The Secret of Roan Inish)
- 1994: Crooklyn
- 1994: Hudsucker – Der große Sprung (The Hudsucker Proxy)
- 1995: Schnappt Shorty (Get Shorty)
- 1995: Clockers
- 1995: Der Indianer im Küchenschrank (The Indian in the Cupboard)
- 1995: Georgia
- 1995: Kiss of Death
- 1995: Blue in the Face – Alles blauer Dunst (Blue in the Face)
- 1996: Mütter & Söhne (Some Mother’s Son)
- 1996: Grace of My Heart
- 1996: Lone Star
- 1996: The Birdcage – Ein Paradies für schrille Vögel (The Birdcage)
- 1996: Al Pacino’s Looking for Richard (Looking for Richard, Dokumentarfilm)
- 1997: Kundun
- 1997: Men with Guns
- 1997: Cop Land
- 1997: Der Eissturm (The Ice Storm)
- 1998: Lulu on the Bridge
- 1998: Liebe in jeder Beziehung (The Object of My Affection)
- 1999: Der Mondmann
- 1999: Bringing Out the Dead – Nächte der Erinnerung (Bringing Out the Dead)
- 1999: Ride with the Devil
- 1999: Wenn der Nebel sich lichtet – Limbo (Limbo)
- 1999: Tief wie der Ozean (The Deep End of the Ocean)
- 1999: Gloria
- 2000: It’s Showtime
- 2000: O Brother, Where Art Thou? – Eine Mississippi-Odyssee (O Brother, Where Art Thou?)
- 2000: Good Vibrations – Sex vom anderen Stern (What Planet Are You From?)
- 2001: A Huey P. Newton Story (Fernseh-Dokumentarfilm)
- 2001: Y Tu Mamá También – Lust for Life (Y tu mamá también)
- 2001: Meine italienische Reise (Il mio viaggio in Italia, Dokumentarfilm)
- 2001: Wit (Fernsehfilm)
- 2001: The Invisible Circus
- 2002: 25 Stunden (25th Hour)
- 2002: Gangs of New York
- 2002: Happy Here and Now
- 2002: Jede Menge Ärger (Big Trouble)
- 2002: Jim Brown: All American (Fernseh-Dokumentarfilm)
- 2003: Engel in Amerika (Angels in America, Fernseh-Mehrteiler)
- 2003: The Blues (Fernseh-Dokumentarserie)
- 2004: Aviator (The Aviator)
- 2004: Silver City
- 2004: She Hate Me
- 2004: Vergiss mein nicht! (Eternal Sunshine of the Spotless Mind)
- 2004: Maria voll der Gnade (Maria Full of Grace, Maria, llena eres de gracia)
- 2005: Kaltes Land (North Country)
- 2005: American Masters (Dokumentar-Fernsehserie)
- 2005: Brokeback Mountain
- 2005: Alle Kinder dieser Welt (All the Invisible Children)
- 2006: Departed – Unter Feinden (The Departed)
- 2006: Fur: An Imaginary Portrait of Diane Arbus
- 2006: Inside Man
- 2007: The Key to Reserva (Kurzfilm)
- 2007: Noise – Lärm! (Noise)
- 2007: Honeydripper
- 2007: Die Fremde in dir (The Brave One)
- 2007: Val Lewton: The Man in the Shadows (Dokumentar-Fernsehfilm)
- 2007: Gefahr und Begierde (色，戒, Sè, jiè)
- 2007: First Born
- 2008: Buffalo Soldiers ’44 – Das Wunder von St. Anna (Miracle at St. Anna)
- 2008: Synecdoche, New York
- 2008: Shine a Light (Dokumentarfilm)
- 2008: Inside Hollywood (What Just Happened?)
- 2009: Taking Woodstock
- 2009: Kobe Doin’ Work (Fernseh-Dokumentarfilm)
- 2009: Great Performances (Fernsehserie)
- 2010: Public Speaking (Dokumentarfilm)
- 2010: Before Breakfast (Kurzfilm)
- 2010: Boardwalk Empire (Fernsehserie)
- 2010: Salt
- 2010: Bill Cunningham New York (Dokumentarfilm)
- 2010: Der Kautions-Cop (The Bounty Hunter)
- 2010: Shutter Island
- 2010: Casino Jack and the United States of Money (Dokumentarfilm)
- 2011: Hugo Cabret (Hugo)
- 2011: George Harrison: Living in the Material World (Dokumentarfilm)
- 2012: Life of Pi: Schiffbruch mit Tiger (Life of Pi)
- 2012: Mea Maxima Culpa – Stille im Haus des Herrn (Mea Maxima Culpa: Silence in the House of God, Dokumentarfilm)
- 2012: Bad 25 (Dokumentarfilm)
- 2012: Premium Rush
- 2012: Dreaming American (Kurzfilm)
- 2012: Red Hook Summer
- 2013: The Wolf of Wall Street
- 2013: Mike Tyson: Undisputed Truth (Fernsehfilm)
- 2013: History of the Eagles (Dokumentar-Fernsehserie)
- 2014: Sutures (Kurzfilm)
- 2014: Mr. Dynamite: The Rise of James Brown (Dokumentarfilm)
- 2014: Mo’ne Davis: I Throw Like a Girl (Dokumentar-Kurzfilm)
- 2014: Jerrod Carmichael: Love at the Store (Dokumentar-Fernseh-Special)
- 2014: Hüter der Erinnerung – The Giver (The Giver)
- 2014: Da Sweet Blood of Jesus
- 2015: Chi-Raq
- 2015: The Audition (Kurzfilm)
- 2015: Livin’ Da Dream (Computerspiel)
- 2015: Sinatra: All or Nothing at All (Dokumentar-Fernseh-Mehrteiler)
- 2015: Sleeping with Other People
- 2015: Picknick mit Bären (A Walk in the Woods)
- 2015: Mortdecai – Der Teilzeitgauner (Mortdecai)
- 2016: Vinyl (Fernsehserie)
- 2016: Michael Jackson’s Journey from Motown to Off the Wall (Dokumentarfilm)
- 2016: Hooligan Sparrow (Dokumentarfilm)

## Auszeichnungen (Auswahl)
- 2003: Golden Reel Award für Gangs of New York (zusammen mit Eugene Gearty, Marissa Littlefield, Hal Levinsohn und Kenton Jakub)[1]
- 2005: Golden Reel Award für Vergiss mein nicht! (zusammen mit Eugene Gearty, Marissa Littlefield, Fred Rosenberg und Hal Levinsohn)[2]
- 2011: Emmy für Boardwalk Empire (Pilotfilm, zusammen mit Eugene Gearty, Fred Rosenberg, Marissa Littlefield, Steven Visscher, Jennifer L. Dunnington und Marko A. Costanzo)[3]
- 2012: Oscar in der Kategorie Bester Tonschnitt für Hugo Cabret (zusammen mit Eugene Gearty)[4]
- 2012: British Academy Film Award in der Kategorie Bester Ton für Hugo Cabret (zusammen mit Eugene Gearty, Tom Fleischman und John Midgley)[5]
- 2012: Golden Reel Award für George Harrison: Living in the Material World (zusammen mit Allan Zaleski und Jennifer L. Dunnington)[6]
- 2013: Oscar-Nominierung in der Kategorie Bester Tonschnitt für Life of Pi: Schiffbruch mit Tiger (zusammen mit Eugene Gearty)[7]
- 2013: British-Academy-Film-Award-Nominierung in der Kategorie Bester Ton für Life of Pi: Schiffbruch mit Tiger (zusammen mit Drew Kunin, Eugene Gearty und Ron Bartlett)[8]
- 2013: Golden Reel Award für Life of Pi: Schiffbruch mit Tiger (zusammen mit Eugene Gearty und Kenton Jakub)[9]